# آستین ویلیس
آستین ویلیس (انگلیسی: Austin Willis؛ ۱۹۱۷ – ۴ آوریل ۲۰۰۴) هنرپیشه و مجری تلویزیون اهل کانادا بود.
از فیلم‌ها یا برنامه‌های تلویزیونی که وی در آن نقش داشته است می‌توان به پنجه طلایی و فایرفاکس اشاره کرد.